# HUGO Gene Nomenclature Committee
HUGO Gene Nomenclature Committee (HGNC) és un comitè de l'Organització del Genoma Humà (Human Genome Organisation, HUGO) que estableix els estàndards per a la nomenclatura de gens humans. L'HGNC aprova un nom únic i significatiu per a cada gen humà conegut, a partir d'una consulta d'experts. A més del nom, que normalment té entre 1 i 10 paraules, l'HGNC també assigna un símbol (un petit grup de caràcters) a tots els gens. Igual que amb un símbol SI, un símbol de gènere és com una abreviatura, però és més que això, sent un segon nom únic que pot suportar-se per si mateix, tant com a substitut del nom més llarg. Potser no necessàriament «suporta» les inicials del nom, encara que molts símbols de gens reflecteixen aquest origen.

## Propòsit
Especialment les abreviacions / símbols de gens, però també els noms genètics complets sovint no són específics per a un únic gen. Un exemple marcat és CAP que pot fer referència a qualsevol dels 6 gens diferents (BRD4 Arxivat 2013-10-27 a Wayback Machine., CAP1 Arxivat 2013-11-02 a Wayback Machine., HACD1 Arxivat 2013-10-07 a Wayback Machine., LNPEP Arxivat 2012-09-13 a Wayback Machine., SERPINB6 Arxivat 2013-10-08 a Wayback Machine., i SORBS1 Arxivat 2012-10-12 a Wayback Machine.).
Els noms genètics curts de HGNC, o símbols de gens, a diferència dels símbols utilitzats o publicats prèviament, només estan assignats específicament a un sol gen. Això pot fer que es seleccionin abreviatures menys habituals, però redueix la confusió quant a quin gen es fa referència.

## Directrius de nomenaments
HGNC resumeix el seu enfocament per nomenar els gens i assignen símbols (abreviatures de noms de gens) de la següent manera:
1. els símbols de gens han de ser únics
2. els símbols només han de contenir lletres llatines i números aràbics
3. els símbols no han de contenir signes de puntuació o accentuació «G» per al gen
4. els símbols no han de contenir cap referència a les espècies codificades, és a dir, «H / h» per a humans

La descripció completa de les directrius de nomenclatura HGNC es pot trobar al seu lloc web. Arxivat 2014-12-21 a Wayback Machine. HGNC dedica els apèndixs _v1, _v2, .. per distingir entre diferents empalmament alternatius i _pr1, _pr2, .. per a les variants promotores d'un únic gen.
HGNC també afirma que «la nomenclatura genètica hauria d'evolucionar amb la nova tecnologia en comptes de ser restrictiva, com de vegades passa quan s'apliquen sistemes de nomenclatura genètica històrica i única».
Les directrius completes de nomenclatura de gens humans es van publicar per última vegada el 2002, però HGNC ha publicat guies per a tipus de locus específics, com ara loci retrovírics endògens, variants estructurals i ARN no codificants.

## Procediment de nomenclatura
En assignar una nova nomenclatura genètica, HGNC realitza esforços per contactar amb els autors que han publicat sobre gens humà en qüestió per correu electrònic, i es demana la seva resposta a la nomenclatura proposada. HGNC també es coordina amb els corresponents comitès de nomenclatura genètica de ratolí i de rata, altres encarregats de base de dades i experts per a famílies genètiques específiques o conjunts de gens.

## Revisió
El procediment de revisió dels noms de gens és similar al procediment de nomenclatura, però canviar un nom estandarditzat d'un gen després d'establir un consens pot generar confusió i el mèrit d'això és, per tant, polèmic. Per aquest motiu, HGNC només canvia el nom d'un gen si es pot arribar a un acord per aquest canvi entre la majoria d'investigadors que treballen en aquest gen.